# Александар Лебед
Александар Иванович Лебед (рус. Алекса́ндр Ива́нович Ле́бед; Новочеркаск, 20. април 1950 — Абакан, 28. април 2002) био је совјетски и руски официр, генерал-поручник, политичар и гувернер Краснојарске Покрајине од 1998. до своје смрти 2002. године.
Кандидовао се за председника Руске Федерације на председничким изборима 1996. године и освојио 14,7% гласова.

## Биографија
Рођен је у Новочеркаску 20. априла 1950. године. Његов отац је осуђен на 7 година робије у Гулагу јер је два пута закаснио на посао.

### Војна каријера
Био је одлучан да постане падобранац и 1969. године придружио се Рјазанској гардијској вишој командној школи ваздухопловства, где је постао кадет вода и командир чете док је био тамо. Године 1982, као официр совјетских ваздушно-десантних трупа, Лебед је постао командант батаљона у Авганистану током тамошњег рата. Током свог боравка у Авганистану, Лебед је постао популаран међу трупама под његовом командом. На овој функцији је био до 1982. године када је похађао Војну академију Фрунзе.
Године 1988. постао је командант 106. гардијске ваздушно-десантне дивизије. Он и његове трупе учествовали су у гушењу устанака широм совјетског Кавказа, у Грузији (1989) и Азербејџану (1990), у којима је одбио да употреби бруталност да угуши демонстрације. До 1991. године Лебед је имао чин генерал-мајора и постао други у команди Ваздушно-десантних трупа. Током покушаја државног удара 1991. године против нове руске владе, стекао је славу одбијајући да следи наређења да предводи своје снаге против Бориса Јељцина у Белој кући, што је допринело колапсу пуча. Такође је у то време Лебед постао ривал генералу Павелу Грачову, команданту Ваздушно-десантних трупа и будућем министру одбране Русије, због онога што је Лебед сматрао Грачовљевим погрешним војним реформама. Грачев је тако постао његов главни ривал. Наводно се због Грачева Лебед нашао распоређен у Молдавији 1992. године, као командант 14. гардијске армије. Тамо је, у рату између руских и румунских фракција, интервенисао и искористио своју позицију за посредовање у мировном споразуму, такође пружајући заштиту етничким Русима.
Акције генерала Лебеда у Молдавији повећале су његову популарност у руској јавности, а посебно међу руским националистима. Овај догађај, заједно са његовом војном историјом, осигурао је да је Лебед био најпопуларнији војни официр у Русији у то време, а до 1994. године сматрано је да би он био најпопуларнији кандидат против Јељцина на председничким изборима 1996. године.
Пензионисао се 1995. године.

### Политичка каријера
Његов први политички ангажман било је чланство у странци Конгрес руских општина. На парламентарним изборима 1995. године изабран је за посланика у Државној думи. Убрзо након тога, Лебед је званично започео своју дуго очекивану кампању за председничке изборе 1996. године. Обећао је да ће сузбити улични криминал и корупцију, као и да ће зауставити Први чеченски рат. У првој рунди избора освојио је 14,7% гласова. После првог круга избора, Јељцин је именовао генерала Лебеда за секретара Савета безбедности РФ. Имао је кључну улогу у заустављању Првог чеченска рата. Председник Јељцин му је дао отказ у октобру 1996. године, након унутрашњег сукоба унутар владе између Лебеда и фракције која је укључивала шефа кабинета председника Анатолија Чубајса, премијера Виктор Черномирдин и министра унутрашњих послова Анатолија Куликова.
Године 1996. основао је Народно-републиканску партију. Године 1998. победио је на изборима за гувернера Краснојарске Покрајине. Задржао се на овој функцији до своје смрти у пада хеликоптера у околини Абакана 28. априла 2002. године.

## Породица
Са супругом Ином је имао троје деце. Његов млађи брат, Алексеј (1955—2019) био је пуковник и глава Републике Хакасије.

## Одликовања
- Орден „За службу отаџбини у Оружаним снагама СССР”
- Орден Црвене звезде